# Mikenski grčki jezik
Mikenski grčki jezik (ISO 639: gmy) bio je jezik mikenskih Grka (Mikenjana) koji se govorio na području današnje južne Grčke i Krete (Mikena, Tirint, Teba) u razdoblju od 13. stoljeća pr. Kr. i možda ranije, što je vrijeme od kada potječu tekstovi na silabičkom (slogovnom) linearu B.
Mikenski grčki je najranije zabilježeni grčki dijalekt, 500 godina prije ostalih i zato je izvor povijesnoj lingvistici zbog konzervativnijih obilježja, primjerice još uvijek razlikuje labijalizirane velarne okluzive koji su se kasnije uglavnom izgubili.
Iako raširen i kopnenom Grčkom i Kretom, bio je začuđujuće uniforman s minimalnim dijalektalnim razlikama u poznatome korpusu, što upućuje na to da je vjerojatno bio administrativan, službeni, nadregionalni jezik. Iako je imao osnovicu u živućim govorima, ne može se puno zaključiti o govorenome jeziku.
Iako je srodan s arkadociparskim, nijedan od arkadociparskih govora nije njegov potomak.

## Vanjske poveznice
- Mycenaean Greek language  Arhivirana inačica izvorne stranice od 4. srpnja 2011. (Wayback Machine)